# Боссан, Жорж
Жозеф Жорж Боссан (фр. Joseph Georges Baussan; 13 октября 1875 — 9 февраля 1958) — гаитянский архитектор.
Окончил Школу изящных искусств и специальную школу архитектуры в Париже (École Spéciale d’Architecture). Является автором нескольких проектов важных зданий в Порт-о-Пренс, выполненных в неоклассическом стиле.
Среди них:
- Отель Splendid (1905),

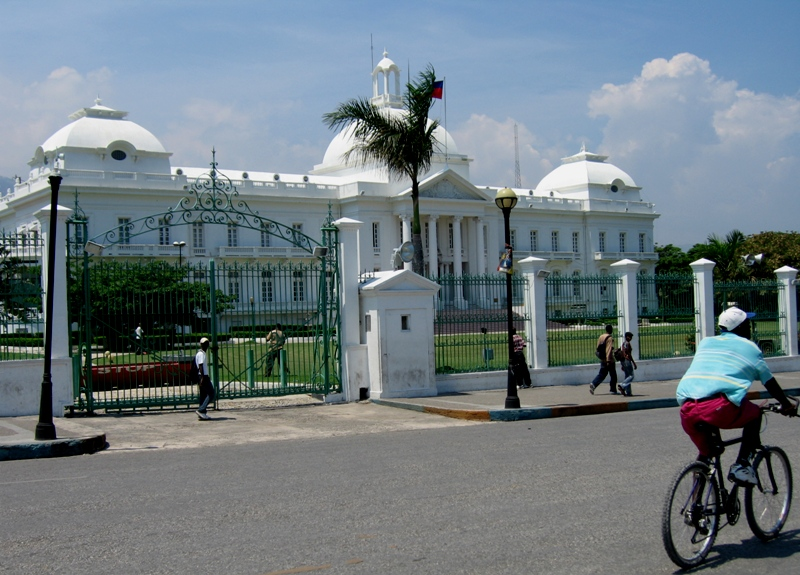
Центральная часть Национального дворца в Порт-о-Пренс

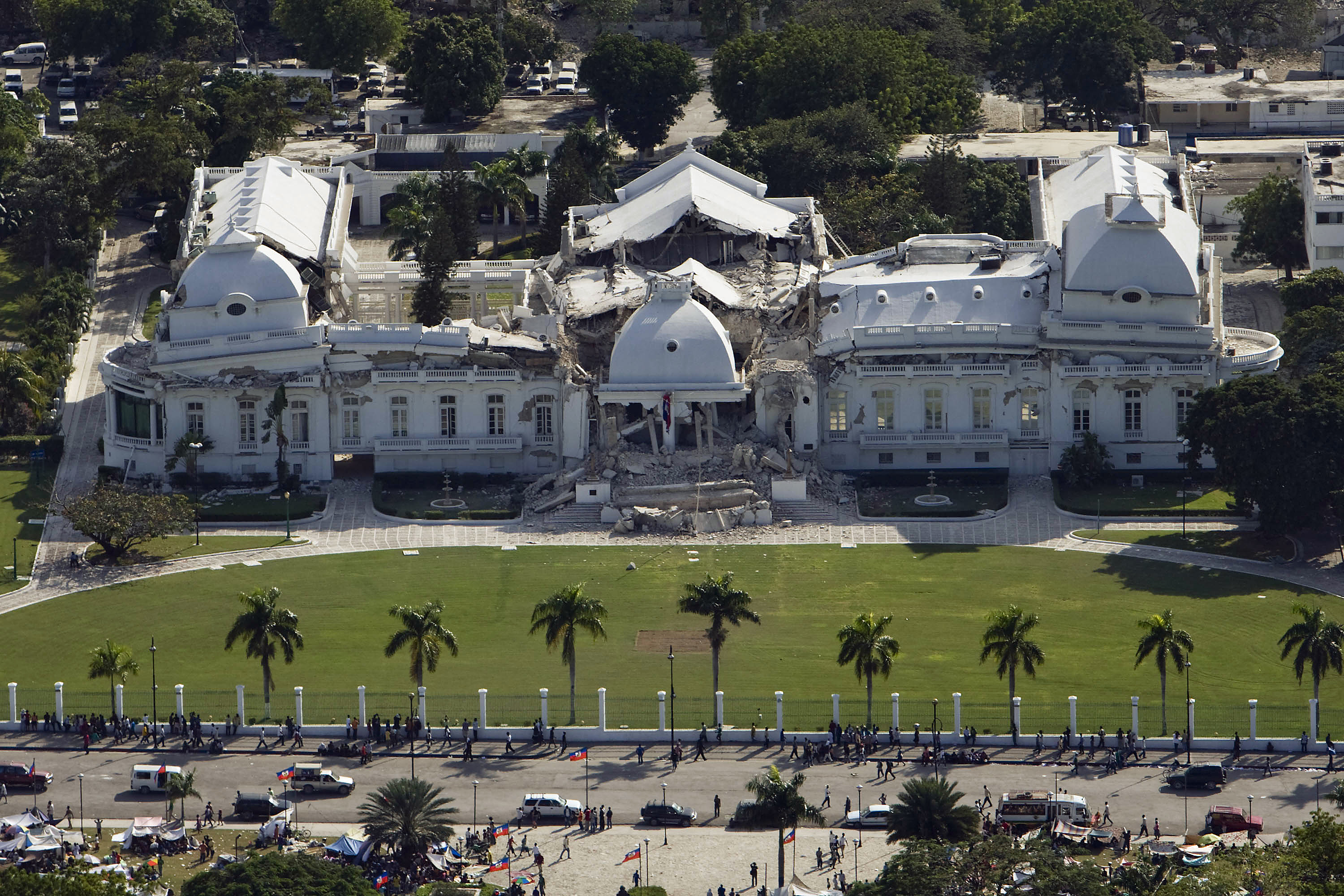
Национальный дворец в Порт-о-Пренс после землетрясения в январе 2010 года на Гаити

- Церковь Святого сердца Туржо (1908),
- Казармы Дессалин (1913),
- Национальный дворец Гаити (1914—1924),
- Ратуша Порт-о-Пренса (1925—1928).

Большинство сооружённых зданий были серьёзно повреждены или разрушены во время землетрясения в январе 2010 года на Гаити.